# Tresenda
Tresenda is een plaats (frazione) in de Italiaanse gemeente Teglio (SO).